# Acerodon grzywiasty
Acerodon grzywiasty (Acerodon jubatus) – gatunek ssaka z podrodziny Pteropodinae w obrębie rodziny rudawkowatych (Pteropodidae).

## Taksonomia
Gatunek po raz pierwszy zgodnie z zasadami nazewnictwa binominalnego opisał w 1831 roku niemiecki przyrodnik Johann Friedrich von Eschscholtz nadając mu nazwę Pteropus jubatus. Holotyp pochodził z Manili, na Luzonie, w Filipinach.
Autorzy Illustrated Checklist of the Mammals of the World rozpoznają trzy podgatunki. Podstawowe dane taksonomiczne podgatunków (oprócz nominatywnego) przedstawia poniższa tabelka:
| Podgatunek        | Oryginalna nazwa             | Autor i rok opisu | Miejsce typowe               |
| ----------------- | ---------------------------- | ----------------- | ---------------------------- |
| A. j. lucifer     | Pteropus lucifer             | Elliot, 1896      | Concepcion, Panay, Filipiny. |
| A. j. mindanensis | Acerodon jubatus mindanensis | K. Andersen, 1909 | Mindanao, Filipiny.          |

### Etymologia
- Acerodon: gr. α a „bez”; κερας keras, κερατος keratos „róg”; οδους odous, οδοντος odontos „ząb”[13].
- jubatus: łac. iubatus „grzywiasty, grzebieniasty”, od iuba „grzywa, grzebień”[14].
- lucifer: w mitologii rzymskiej Lucyfer (łac. Lucifer) to personifikacja Gwiazdy Wieczornej (Wenus), od lucifer „niosący światło”, od lux, lucis „światło”; -fera „niosący, dźwigający”, od ferre „nosić, dźwigać”, od gr. Φωσφoρος Phōsphoros, „niosący światło”[15].
- mindanensis: Mindanao, Filipiny[16].

## Zasięg występowania
Acerodon grzywiasty występuje endemicznie w Filipinach zamieszkując w zależności od podgatunku:
- A. jubatus jubatus – Filipiny na północ od Mindanao, z wyjątkiem Batanes, Babuyan i Palawan.
- A. jubatus lucifer – Panay, wymarły.
- A. jubatus mindanensis – Mindanao.

## Morfologia
Długość ciała 260–300 mm, ogona brak, długość ucha 31–34 mm, długość tylnej stopy 56–62 mm, długość przedramienia 182–205 mm; rozpiętość skrzydeł 150–170 cm; masa ciała 0,8–1,2 kg (na Mindanao do 1,4 kg). Wzór zębowy: I {\displaystyle {\tfrac {2}{2}}} C {\displaystyle {\tfrac {1}{1}}} P {\displaystyle {\tfrac {2-3}{3}}} M {\displaystyle {\tfrac {2}{3}}} = 32-54.

## Ekologia
Jest owocożerny.